# Ширсфелд
Ширсфелд (њем. Schiersfeld) општина је у њемачкој савезној држави Рајна-Палатинат. Једно је од 81 општинског средишта округа Донерсберг. Према процјени из 2010. у општини је живјело 255 становника. Посједује регионалну шифру (AGS) 7333067.

## Географски и демографски подаци
Ширсфелд се налази у савезној држави Рајна-Палатинат у округу Донерсберг. Општина се налази на надморској висини од 202 метра. Површина општине износи 7,1 km². У самом мјесту је, према процјени из 2010. године, живјело 255 становника. Просјечна густина становништва износи 36 становника/km².